# Бугорский, Анатолий Петрович
Анатолий Петрович Бугорский (род. 25 июня 1942, Орловская область) — советский учёный в области физики элементарных частиц, сотрудник Института физики высоких энергий. Известен тем, что остался в живых после того, как в результате несчастного случая через его голову прошёл интенсивный пучок протонов крупнейшего советского ускорителя У-70.

## Биография
Родился 25 июня 1942 года. Закончил МИФИ.

### Несчастный случай
13 июля 1978 года через голову Анатолия Петровича прошёл пучок протонов крупнейшего советского ускорителя У-70 в Протвино. Несчастный случай произошёл из-за сбоя механизмов безопасности — в результате поломки одного из магнитов поток покинул трубу ускорителя и прошёл сквозь голову Бугорского.
Радиационная доза на входе составила 200 000 рентген, на выходе — 300 000 рентген (больше за счёт рассеяния на материале). Бугорский ощутил яркую вспышку, но без болевых ощущений. Пучок протонов с энергией 70 ГэВ и с поперечным размером 2×3 мм прошёл по траектории затылочной области головы — медиобазальные отделы левой височной области — пирамида левой височной кости — костный лабиринт среднего уха — барабанная полость — челюстная ямка левой верхнечелюстной кости — ткани левого крыла носа. Считалось, что сверхвысокая доза радиации, которую получил пострадавший, должна убить человека. Бугорский был помещён в специализированную радиологическую клинику в Москве — Клиническую больницу № 6 Третьего главного управления при Минздраве СССР (ныне ФМБЦ им. А. И. Бурназяна ФМБА России), где врачи готовились наблюдать его ожидаемую смерть. Однако Бугорский выжил, полностью потеряв слух на левое ухо, и даже защитил в 1980 году кандидатскую диссертацию, подготовленную ещё до аварии: Оптимизация и контроль потоков нейтрино (антинейтрино) в нейтринных экспериментах в ИФВЭ (Серпухов, 1979. — 136 с. : ил.).
Был период, когда у пострадавшего участились эпилептические приступы, даже с потерей сознания, однако интеллектуальные способности не пострадали. Он продолжает научно-организационную работу, состоящую в планировании и проведении физических экспериментов на ускорителе У-70.